# Prognorisma albifurca
Prognorisma albifurca är en fjärilsart som beskrevs av Nicolas Grigorevich Erschoff 1877. Prognorisma albifurca ingår i släktet Prognorisma och familjen nattflyn. Inga underarter finns listade i Catalogue of Life.